# Mauritius op de Olympische Zomerspelen 2012
Mauritius nam deel aan de Olympische Zomerspelen 2012 in Londen, Verenigd Koninkrijk.

## Deelnemers en resultaten
(m) = mannen, (v) = vrouwen

### Atletiek
| Olympiër         | Onderdeel | Resultaat | Prestatie                                             |
| ---------------- | --------- | --------- | ----------------------------------------------------- |
| Fabrice Coiffic  | 100m (m)  | 47e       | voorronde serie 4: 2de in 10,62 serie 7: 7de in 10,59 |
|                  |           |           |                                                       |
| Annabelle Lascar | 800m (v)  | 19e       | serie 1: 5de in 2.05,45                               |

### Boksen
| Olympiër          | Onderdeel | Resultaat | Prestatie                                                                   |
| ----------------- | --------- | --------- | --------------------------------------------------------------------------- |
| Jason Lavigilante | -52kg (m) | 17e       | 1ste ronde: V van GHA Micah: 14-18                                          |
| Richarno Colin    | -64kg (m) | 9e        | 1ste ronde: W van MAR Aatakni: 16-10 2de ronde: V van MGL Uranchimeg: 12-15 |

### Judo
| Olympiër             | Onderdeel | Resultaat | Prestatie |
| -------------------- | --------- | --------- | --- |
| Christianne Legentil | -52kg (v) | 7e        | 1ste ronde: W van ALB Kelmendi: ippon kwartfinale: V van BEL Heylen: yuko herkansingen: V van LUX Muller: waza-ari |

### Triatlon
| Olympiër          | Onderdeel | Resultaat | Prestatie  |
| ----------------- | --------- | --------- | ---------- |
| Fabienne St Louis | vrouwen   | 42e       | 2:07.37,00 |

### Volleybal
Beach
| Olympiër                                     | Onderdeel | Resultaat | Prestatie |
| -------------------------------------------- | --------- | --------- | --- |
| Nioun Chin Elodie Li Yuk Lo Natacha Rigobert | beach (v) | 19e       | groep A: 4de V van BRA Franca/Silva: 0-2 (5-21, 10-21) V van CZE Hajeckova/Klapalova: 0-2 (10-21, 11-21) V van GER Holtwick/Semmler: 0-2 (11-21, 10-21) |

### Wielersport
| Olympiër          | Onderdeel        | Resultaat | Prestatie      |
| ----------------- | ---------------- | --------- | -------------- |
| Aurelie Halbwachs | wegwedstrijd (v) | DNF       | niet gefinisht |

### Zwemmen
| Olympiër       | Onderdeel           | Resultaat | Prestatie               |
| -------------- | ------------------- | --------- | ----------------------- |
| Gilles Marquet | 200m vrije slag (m) | 39e       | serie 1: 2de in 1.58,91 |
|                |                     |           |                         |
| Heather Arseth | 200m vrije slag (v) | 34e       | serie 1: 4de in 2.07,81 |

Afghanistan · Albanië · Algerije · Amerikaanse Maagdeneilanden · Amerikaans-Samoa · Andorra · Angola · Antigua en Barbuda · Argentinië · Armenië · Aruba · Australië · Azerbeidzjan · Bahama's · Bahrein · Bangladesh · Barbados · België · Belize · Benin · Bermuda · Bhutan · Bolivia · Bosnië en Herzegovina · Botswana · Brazilië · Britse Maagdeneilanden · Brunei · Bulgarije · Burkina Faso · Burundi · Cambodja · Canada · Centraal-Afrikaanse Republiek · Chili · China · Chinees Taipei · Colombia · Comoren · Congo-Brazzaville · Congo-Kinshasa · Cookeilanden · Costa Rica · Cuba · Cyprus · Denemarken · Djibouti · Dominica · Dominicaanse Republiek · Duitsland · Ecuador · Egypte · El Salvador · Equatoriaal-Guinea · Eritrea · Estland · Ethiopië · Fiji · Filipijnen · Finland · Frankrijk · Gabon · Gambia · Georgië · Ghana · Grenada · Griekenland · Groot-Brittannië · Guam · Guatemala · Guinee · Guinee‑Bissau · Guyana · Haïti · Honduras · Hongarije · Hongkong · Ierland · IJsland · India · Indonesië · Irak · Iran · Israël · Italië · Ivoorkust · Jamaica · Japan · Jemen · Jordanië · Kaaimaneilanden · Kaapverdië · Kameroen · Kazachstan · Kenia · Kirgizië · Kiribati · Koeweit · Kroatië · Laos · Lesotho · Letland · Libanon · Liberia · Libië · Liechtenstein · Litouwen · Luxemburg · Macedonië · Madagaskar · Malawi · Maldiven · Maleisië · Mali · Malta · Marshalleilanden · Marokko · Mauritanië · Mauritius · Mexico · Micronesië · Moldavië · Monaco · Mongolië · Montenegro · Mozambique · Myanmar · Namibië · Nauru · Nederland · Nepal · Nicaragua · Nieuw-Zeeland · Niger · Nigeria · Noord-Korea · Noorwegen · Oeganda · Oekraïne · Oezbekistan · Oman · Oostenrijk · Oost-Timor · Pakistan · Palau · Palestina · Panama · Papoea-Nieuw-Guinea · Paraguay · Peru · Polen · Portugal · Puerto Rico · Qatar · Roemenië · Rusland · Rwanda · Saint Kitts en Nevis · Saint Lucia · Saint Vincent en Grenadines · Salomonseilanden · Samoa · San Marino · Sao Tomé en Principe · Saoedi-Arabië · Senegal · Servië · Seychellen · Sierra Leone · Singapore · Slovenië · Slowakije · Soedan · Somalië · Spanje · Sri Lanka · Suriname · Swaziland · Syrië · Tadzjikistan · Tanzania · Thailand · Togo · Tonga · Trinidad en Tobago · Tsjaad · Tsjechië · Tunesië · Turkije · Turkmenistan · Tuvalu · Uruguay · Vanuatu · Venezuela · Verenigde Arabische Emiraten · Verenigde Staten · Vietnam · Wit-Rusland · Zambia · Zimbabwe · Zuid-Afrika · Zuid-Korea · Zweden · Zwitserland · Onafhankelijke atleten